# NGC 7118
NGC 7118 je eliptična galaktika u zviježđu Ždralu. 

## Vanjske poveznice
- (engl.) SEDS: NGC 7118
- (engl.) Hartmut Frommert: Revidirani Novi opći katalog
- (engl.) Izvangalaktička baza podataka NASA-e i IPAC-a
- (engl.) Astronomska baza podataka SIMBAD
- (engl.) VizieR
- DSS-ova slika NGC 7118  Arhivirana inačica izvorne stranice od 29. ožujka 2016. (Wayback Machine)
- (engl.) Auke Slotegraaf: NGC 7118 Deep Sky Observer's Companion
- (engl.) Courtney Seligman: Objekti Novog općeg kataloga: NGC 7100 - 7149